# Jacob von Blanckenburg
Jacob von Blanckenburg, auch Jacob von Blankenburg, (* 1525; † 18. Februar 1595 in Wiederstedt) war ein finanzkräftiger mecklenburgischer Adliger und Pfandbesitzer des Klosters und Amts Wiederstedt.

## Leben
Jacob von Blanckenburg stammte aus einer mecklenburgischen Adelsfamilie, die in Hildebrandshagen ihren Sitz hatte. Seine Brüder waren Busso, Christoph, Georg, Otto und Joachim von Blanckenburg. Mit ihnen nahm er 1559 an der Letzten Fehde, dem Kriegszug des Herzogs von Schleswig-Holstein-Gottorf gegen die Bauernrepublik Dithmarschen, teil.
Auf Bitten der verschuldeten Grafen von Mansfeld lieh er diesen am 13. April 1561 die Summe von 14.000 Goldgulden, wofür er zur Sicherheit das säkularisierte Kloster Wiederstedt bei Hettstedt als Pfand erhielt. Da die Mansfelder Grafen nicht zur Rückzahlung der geliehenen Summe in der Lage waren, wurde er 1580 offiziell in das Pfand Wiederstedt eingesetzt. Als er kinderlos starb, erbte die Tochter Catharina seines Bruders Joachim von Blanckenburg Wiederstedt.